# 信空 (浄土宗)
信空（しんくう、久安2年（1146年）- 安貞2年9月9日（1228年10月8日））は、平安時代後期から鎌倉時代前期の浄土宗の僧。父は藤原行隆。字は称弁。房号は法蓮房。金戒光明寺の第二世。白川門徒の祖。白川上人とも称される。

## 生涯
比叡山黒谷の叡空に円頓菩薩戒を受け、その後兄弟子にあたる日本浄土宗の祖法然に浄土教学を学んだ。元久元年（1204年）、天台宗の浄土門に対する弾圧に関し、法然が示した「七箇条制戒」に執筆をつとめ、承元の法難によって法然が流罪となっている間は京都における教団維持に教団最長老として尽力した。法然が没した後は黒谷本坊（現・青龍寺）・白川本坊（現・金戒光明寺）や聖教類を託され、その門流は白川門徒と称された。嘉禄3年（1227年）に起こった嘉禄の法難の際には延暦寺の僧の手から法然の遺骸を守るため、黒谷の法然廟所（現・知恩院）から他の浄土宗の僧達と協力して法然の遺骸を掘り起こして二尊院、更には西山の念仏三昧院までの移送にたずさわり、法然の荼毘を行った。